# Roberts (Illinois)
Pour les articles homonymes, voir Roberts.
Roberts est un village du comté de Ford dans l'Illinois, aux États-Unis,. Situé au Centre du comté, il est incorporé le 13 décembre 1886.

## Démographie
Lors du recensement de 2010, le village comptait une population de 362 habitants. Elle est estimée, en 2016, à 346 habitants.